# Justinas Kinderis
Justinas Kinderis (Panevėžys, 24 de maio de 1987) é um pentatleta lituano. 

## Carreira
Kinderis representou seu país nos Jogos Olímpicos de Verão de 2016, terminando na 34ª colocação.